# Severn River (Hudson Bay)
Der Severn River ist ein Fluss im nördlichen Ontario in Kanada.
Er hat seine Quelle nahe der westlichen Provinzgrenze von Ontario. Der Severn River hat eine Gesamtlänge – gemessen von der Quelle des Black Birch River – von 982 km und ein Einzugsgebiet von 102.800 km², das sich zu einem kleinen Teil auch über Manitoba erstreckt.
Seinen Ursprung hat der Fluss im Deer Lake. Von dort fließt er in nordöstlicher Richtung zum Severn Lake und weiter zur Hudson Bay, in welche er bei Fort Severn mündet. Die First-Nation-Siedlungen von Sandy Lake und Bearskin Lake sowie Fort Severn liegen entlang des Flusslaufs. Diese wurden an Stellen früherer Handelsposten errichtet. Damals bildete der Severn River eine bedeutende Pelzhandelsroute.

## Zuflüsse
- McInness River
- Cobham River (Quelle in Manitoba)
- Windigo River
- Makoop River
- Blackbear River
- Sachigo River
  - Wapaseese River
  - Beaver Stone River
- Fawn River
- Beaver River